# Darío Torrico
Darío Osmar Torrico Espejo (Cochabamba, 18 de octubre de 2000) es un futbolista boliviano. Juega como centrocampista en el Always Ready de la Primera División de Bolivia.

## Clubes
| Club         | País    | Año               |
| ------------ | ------- | ----------------- |
| Aurora       | Bolivia | 2019 - 2024       |
| Always Ready | Bolivia | 2025 - actualidad |